# Chayenne da Silva
Chayenne Pereira da Silva (* 5. Februar 2000 in Nova Iguaçu) ist eine brasilianische Hürdenläuferin, die sich auf die 400-Meter-Distanz spezialisiert hat. Über diese Distanz ist sie aktuell Inhaberin des Landesrekordes und wurde 2023 Südamerikameisterin.

## Sportliche Laufbahn
Erste internationale Erfahrungen sammelte Chayenne da Silva im Jahr 2017, als sie bei den U18-Weltmeisterschaften in Nairobi in 62,17 s den achten Platz über 400 m Hürden belegte. Im Jahr darauf schied sie bei den U20-Weltmeisterschaften in Tampere mit 59,19 s im Halbfinale aus und belegte mit der brasilianischen 4-mal-400-Meter-Staffel in 3:34,55 min den achten Platz. Anschließend gewann sie bei den U23-Südamerikameisterschaften in Cuenca in 59,21 s die Silbermedaille hinter der Argentinierin Fiorella Chiappe und gewann auch mit der Staffel in 3:42,38 min die Silbermedaille hinter dem Team aus Kolumbien. 2019 gewann sie dann bei den U20-Südamerikameisterschaften in Cali in 57,87 s die Bronzemedaille über die Hürden und siegte in 3:37,24 min mit der 4-mal-400-Meter-Staffel. Anschließend wurde sie bei den U20-Panamerikameisterschaften in San José in 57,55 s Vierte im Einzelbewerb und auch mit der Staffel belegte sie trotz neuem U20-Südamerikarekord von 3:34,52 min den vierten Platz. 2021 gewann sie bei den Südamerikameisterschaften in Guayaquil in 57,78 s die Bronzemedaille hinter den Kolumbianerinnen Melissa González und Valeria Cabezas und in der 4-mal-400-Meter-Staffel gewann sie in 3:36,40 min gemeinsam mit Tábata de Carvalho, Flávia de Lima und Maria de Sena die Bronzemedaille hinter den Teams aus Kolumbien und Chile. Im Juni stellte sie in São Paulo mit 55,15 s einen neuen Landesrekord über 400 m Hürden auf und qualifizierte sich damit für die Olympischen Spiele in Tokio und kam dort mit 57,55 s nicht über die Vorrunde hinaus. Mitte Oktober siegte sie dann in 56,99 s bei den U23-Südamerikameisterschaften in Guayaquil. Im Dezember siegte sie bei den erstmals ausgetragenen Panamerikanischen Juniorenspielen in Cali 55,97 s über die Hürden sowie in 3:33,40 min in der 4-mal-400-Meter-Staffel. Auch in der Mixed-Staffel gewann sie in 3:18,54 min die Goldmedaille und stellte mit dieser Zeit einen U23-Südamerikarekord auf. 
2022 belegte sie bei den Ibero-Amerikanischen Meisterschaften in La Nucia in 56,89 s den fünften Platz und gewann dort mit der brasilianischen 4-mal-400-Meter-Staffel in 3:32,50 min die Silbermedaille hinter dem spanischen Team. Anschließend schied sie bei den Weltmeisterschaften in Eugene mit 59,46 s in der ersten Runde aus. Im Oktober verteidigte sie bei den U23-Südamerikameisterschaften in Cascavel in 57,51 s ihren Titel über 400 m Hürden. Kurz darauf gewann sie bei den Südamerikaspielen in Asunción in 57,91 s die Silbermedaille hinter der Kolumbianerin Valeria Cabezas. Im Jahr darauf siegte sie in 55,90 s bei den Südamerikameisterschaften in São Paulo und schied bei den Weltmeisterschaften in Budapest mit 56,25 s in der ersten Runde aus. Im November kam sie bei den Panamerikanischen Spielen in Santiago de Chile im Finale nicht ins Ziel. 2024 gewann sie bei den Ibero-Amerikanischen Meisterschaften in Cuiabá in 56,22 s die Bronzemedaille hinter Grace Claxton aus Puerto Rico und der Spanierin Daniela Fra. Im August schied sie bei den Olympischen Sommerspielen in Paris mit 56,56 s in der Hoffnungsrunde aus. Im Jahr darauf belegte sie bei den Südamerikameisterschaften in Mar del Plata in 59,70 s den vierten Platz im Hürdenlauf. 
In den Jahren 2019, 2023 und 2024 wurde da Silva brasilianische Meisterin im 400-Meter-Hürdenlauf sowie von 2022 bis 2024 in der 4-mal-400-Meter-Staffel.

## Persönliche Bestzeiten
- 100 m Hürden: 14,01 s (+0,9 m/s), 23. Juni 2018 in Bragança Paulista
- 400 m Hürden: 55,15 s, 25. Juni 2021 in São Paulo (brasilianischer Rekord)